# Clubiona anwarae
Clubiona anwarae är en spindelart som beskrevs av Biswas och Dinendra Raychaudhuri 1996. Clubiona anwarae ingår i släktet Clubiona och familjen säckspindlar.
Artens utbredningsområde är Bangladesh. Inga underarter finns listade i Catalogue of Life.